# (73495) 2002 QE43
(73495) 2002 QE43 – planetoida z pasa głównego asteroid okrążająca Słońce w ciągu 5,47 lat w średniej odległości 3,1 j.a. Odkryta 30 sierpnia 2002 roku.